# Sami Repo
Sami Repo, född 8 november 1971 i Simpele, är en finländsk före detta längdskidåkare som tävlade internationellt mellan 1992 och 2004. Hans främsta merit är ett brons i stafett i Nagano 1998.
Repo åkte tredje sträckan i det finländska stafettlag som var först i mål vid VM 2001. Laget blev emellertid diskvalificerat efter att de övriga tre åkarna fälldes för positiva dopningsprov. (Repos eget prov var däremot negativt.)